# Villavicencio
Villavicencio je kolumbijské město se zhruba půl milionem obyvatel. Je správním centrem departementu Meta. Nachází se asi 75 kilometrů jihovýchodně od hlavního města Bogoty a je vstupní branou do úrodného rovinatého regionu llanos, zaujímajícího východní část země. Jeho podnebí je teplé a vlhké. Město je centrem dobytkářské oblasti a převažuje v něm potravinářský průmysl, v okolí se také těží ropa. Bylo založeno v roce 1840 a pojmenováno podle hrdiny války za nezávislost Antonia Villavicencia (1775–1816). Je sídlem římskokatolické arcidiecéze, nachází se zde vysoká škola Universidad de los Llanos. Ve fotbale město reprezentuje klub Llaneros FC.